# Senecio telekii
Senecio telekii là một loài thực vật có hoa trong họ Cúc. Loài này được (Schweinf.) O.Hoffm. miêu tả khoa học đầu tiên năm 1895.